# Вадбольские
Вадбо́льские — русский княжеский род, Рюриковичи, отрасль князей Белозерских, происходящих от князей Ростовских, владевших в XV веке Вадбольским княжеством.
Род внесён в Бархатную книгу. При подаче документов (24 декабря 1686), для включение рода в Государев родословец, из архива семьи была предоставлена родословная роспись князей Вадбольских.
Род существует и в XXI веке. Современные исследования на генетическом уровне подтвердили принадлежность Вадбольских к числу Мономашичей (гаплогруппа N-L550* (L1025-) .

## Происхождение и история рода
Род происходит от великого князя Владимира Святославовича, крестившего русскую землю, его праправнук великий князь Всеволод Юрьевич, посадил своего сына князь Константина Всеволодовича на княжение в Ростов. Белозерский князь Фёдор Романович, убит в  1380 году в Куликовской битве, имел родного брата Василия, который имел родного сына князя, месточтимого святого князя Глеба Васильевича, которому отошёл удел на Белоозере. У правнука князя Глеба Васильевича был сын князь Юрий Васильевич, его внук князь Иван Андреевич, получив в отчину волость Вадболу, стал называться по ней князем Вадбольским и передал это имя своему потомству, убит в 1445 году в сражении под Суздалем, где татары разбили и взяли в плен великого князя московского Василия II Васильевича Тёмного.
В дальнейшем, потеряв удел, князья Вадбольские служили на Москве стряпчими, стольниками, воеводами и владели поместьями в Казанском, Калужском, Владимирском, Костромском, Рязанском, Московском, Тульском и других уездах России.
В 1699 году девятнадцать князей Вадбольских владели населёнными имениями.

## Геральдика
Как и другие потомки белозерских удельных князей, князья Вадбольские использовали герб, включавший древние эмблемы Белозерского княжества, которые вошли в "Титулярник" 1672 года (две скрещенные рыбы, над которыми полумесяц и крест) и восходит к государственной печати царя Ивана IV Васильевича (1577) (одна рыба). Имеющееся изображение полумесяца рогами вверх и над ним лапчатый крест, можно отнести к изменённому польскому гербу Шелига.

## Известные представители
- Князь Вадбольский Иван Андреевич (XVIII колено от Рюрика) — родоначальник князей Вадбольских, сын князя Андрея Юрьевича, владевшего землями по реке Андоге, внук последнего владетельного князя белозерского Юрия Васильевича.
- Князь Вадбольский Константин Иванович — воевода войск левой руки в Казанском походе (1544), Полоцком походе (сентябрь 1551).
- Князь Вадбольский Михаил большой Иванович — стольник, воевода в Казанском походе (1544), воевода восьмого Ертаульного полка в Полоцком походе (сентябрь 1551), окольничий.
- Князь Вадбольский Михаил меньшой Иванович — стольник, голова и воевода в Казанском походе (1544), убит разбойниками, имел также прозвание "Грешник".
- Князь Вадбольский Григорий Иванович — третий воевода шестого полка войск левой руки в Шведском походе (апрель 1549)[10].
- Князь Вадбольский Иван Михайлович — в 1551 году голова в государевом полку в походе к Полоцку, в 1569 и 1584 годах воевода в Вологде, в документах показано, что он погиб в бою под Казанью, но в каком году не указано.
- Князь Вадбольский Иван Константинович — воевода, погиб при взятии Казани (02 октября 1552).
- Князь Вадбольский Семён Александрович — в 1566 году находился в польском плену.
- Князь Вадбольский Иван Григорьевич — в 1583 году находился в польском плену.
- Князь Вадбольский Семён  — воевода в Вологде (1610).
- Князь Вадбольский Тимофей Александрович — в 1606 году показан в дворянах и окладчиком дворян и детей боярских Деревской пятины.
- Князь Вадбольский Иван Тимофеевич — дворянин московский и воевода, записан «в житие» (1620/21), то есть в жильцы; упоминается (1626—1627) в чине стряпчего с платьем, стряпчий (1635-1640). дворянин московский (1657-1668), воевода в Можайске (1642), на Белоозере (1660), по вторичной челобитной (17.01.1671) был от службы отставлен и отпущен в Павло-Обнорский монастырь для пострижения в монахи[7].
- Князь Вадбольский Данила Иванович — московский дворянин (1627-1629).
- Князь Вадбольский Михаил Матвеевич — московский дворянин (1627-1640).
- Князь Вадбольский Борис Иванович — в 1628 году дворянин и окладчик дворян и детей боярских Пошехонской десятни.
- Князь Вадбольский Михаил Иванович — московский дворянин (1640-1668), стольник (1680-1692), тридцать четвёртый есаул в Крымском походе (апрель 1687), завоеводчик в Азовском походе (1696).
- Князь Вадбольский Григорий Михайлович — стряпчий (1658-1676).
- Князь Вадбольский Александр Иванович — стряпчий (1658-1676), стольник (1677-1692).
- Князь Вадбольский Алексей Иванович — воевода и окольничий.
- Князь Вадбольский Фёдор Фёдорович в иночестве Феодосий (1663—1712) — епископ Крутицкий.
- Князь Семён Данилович — московский дворянин (1668).
- Князь Вадбольский Михаил Семёнович — походный московский дворянин царицы Натальи Кирилловны (1677).
- Князь Вадбольский Афанасий Михайлович — стряпчий (1682), стольник (1686-1692).
- Князь Вадбольский Семён Матвеевич — стольник (1686-1692), шестьдесят четвёртый есаул в Азовском походе (1696), двести сорок четвёртый стольник (1703).
- Князь Вадбольский Василий Алексеевич — стольник, в апреле 1687 года завоеводчик в Крымском походе.
- Князь Вадбольский Иван Алексеевич — стольник царицы Прасковьи Фёдоровны (1686-1692), в 1703 году царский стольник в "начальных людях".
- Князь Вадбольский Борис Михайлович — стольник царицы   Прасковьи Фёдоровна (1686), стольник (1687-1692).
- Князь Вадбольский Иван Матвеевич — стольник (1687-1692), семьдесят четвёртый есаул в Азовском походе (1696), пятьсот семьдесят девятый стольник (1703).
- Князь Вадбольский Алексей Семёнович — стольник (1689-1692).
- Князь Вадбольский Тимофей Лукьянович (Лукич) — тридцать девятый стряпчий (1692-1703)[11][12][8].
- Князь  Вадбольский, Василий Владимирович (1709—до 1785) — вице-капрал лейб-кампании, подполковник в отставке.
- Князь Вадбольский, Иван Михайлович (1781—1861) — участник Отечественной войны 1812 года и Наполеоновских войн, генерал-майор, погиб в сражении при Бриенне (17 января 1814 года).
- Князь Вадбольский, Алексей Александрович (1815—1853), генерал-майор, муж писательницы Варвары Вадбольской (1817—1868).
- Князь Вадбольский, Никита Матвеевич (1666—1731) — строитель оружейного двора в Туле.
- Князь Вадбольский, Петр Алексеевич (1831—1885) — благотворитель.
- Князь Вадбольский, Александр Петрович (1806 — 1863) — декабрист, подпоручик лейб-гвардии Измайловского полка. Участвовал в русско-турецкой войне (1828—1829).

## Поместья

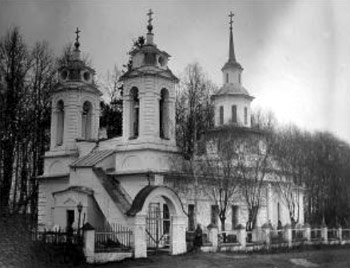
Церковь, выстроенная Вадбольскими в усадьбе Знаменское

В Рязанской губернии князья Вадбольские владели (1882—1888) следующими поместьями:
- дер. Голыгино — Дубровская волость Егорьевский уезд
- дер. Красная Горка — Дубровская волость Егорьевский уезд
- дер. Ловчиково — Дубровская волость Егорьевский уезд
- дер. Подлесная — Дубровская волость Егорьевский уезд
- дер. Самоилиха — Середниковская волость Егорьевский уезд
- дер. Ломтево — Трасненская волость Зарайский уезд
- сц. Разсохоты — Ильицынская волость Зарайский уезд
- с. Столпово — Ильицынская волость Зарайский уезд
- с. Ольшанка — Снежетковская волость Раненбургский уезд
- дер. Алексеева — Алексеевская волость Касимовский уезд
- дер Косяево — Веневский уезд[14].